# Bombla
Bombla – wieś w Polsce położona w województwie podlaskim, w powiecie sokólskim, w gminie Korycin.
W latach 1954–1972 wieś należała i była siedzibą władz gromady Bombla. W latach 1975–1998 miejscowość administracyjnie należała do województwa białostockiego. Znajduje się 4 km od drogi krajowej nr 8 (Białystok – Augustów).

## Kościół pw. Niepokalanego Serca Maryi w Bombli-Marianowie

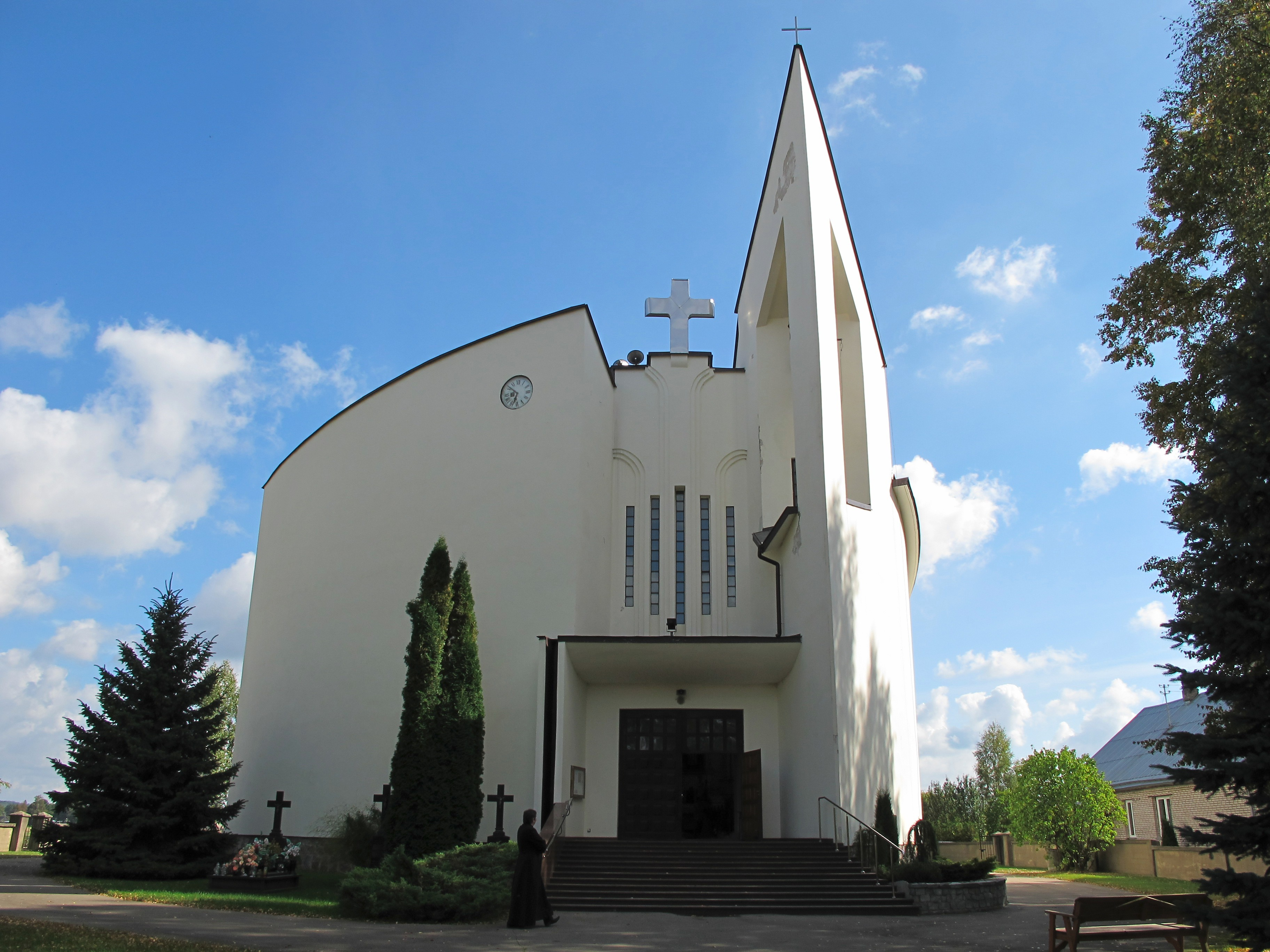
Kościół pw. Niepokalanego Serca Maryi we wsi

31 października 1946 roku dekretem ks. arcybiskupa Romualda Jałbrzykowskiego została erygowana nowa parafia w Bombli Marianowie pw. Niepokalanego Serca Maryi. Wydzielono ją z parafii Korycin i Jasionówka.
W pierwszych latach po wybudowaniu, wystrój świątyni był bardzo skromny. Ołtarz główny, ołtarze boczne, obrazy świętych, zostały wykonane przez artystów ludowych, a na wieży kościelnej zawieszono 500 kilogramowy dzwon. W roku 1948 sprowadzono 18-głosowe organy, nadstawę ołtarza głównego oraz chrzcielnicę.
Obecny, murowany kościół, w stylu modernistycznym zbudowany został w 1990 roku z inicjatywy ówczesnego proboszcza ks. Czesława Łajkowskiego. Przy wznoszeniu budowli większość prac wykonywali i finansowali parafianie, dumni z nowej świątyni.
23 czerwca 1990 roku ks. biskup Edward Kisiel, Administrator Apostolski Archidiecezji w Białymstoku, dokonał konsekracji obecnego kościoła.